# Bathyopsurus abyssicolus
Bathyopsurus abyssicolus är en kräftdjursart som först beskrevs av Frank Evers Beddard 1885.  Bathyopsurus abyssicolus ingår i släktet Bathyopsurus och familjen Munnopsidae. Inga underarter finns listade i Catalogue of Life.